# غاري جيمس (طبال)
غاري جيمس (بالإنجليزية: Gary James)‏ هو طبال بريطاني، ولد في 14 ديسمبر 1960.

## وصلات خارجية
- غاري جيمس على موقع IMDb (الإنجليزية)
- غاري جيمس على موقع ميوزك برينز (الإنجليزية)
- غاري جيمس على موقع أول ميوزيك (الإنجليزية)
- غاري جيمس على موقع ديسكوغز (الإنجليزية)
- غاري جيمس على موقع ديسكوغز (الإنجليزية)